# Liste der Baudenkmäler in Glurns
Die Liste der Baudenkmäler in Glurns (italienisch Glorenza)  enthält die 90 als Baudenkmäler ausgewiesenen Objekte auf dem Gebiet der Gemeinde Glurns in Südtirol.
Basis ist das im Internet einsehbare offizielle Verzeichnis der Baudenkmäler in Südtirol. Dabei kann es sich beispielsweise um Sakralbauten, Wohnhäuser, Bauernhöfe und Adelsansitze handeln. Die Reihenfolge in dieser Liste orientiert sich an der Bezeichnung, alternativ ist sie auch nach der Adresse oder dem Datum der Unterschutzstellung sortierbar.

## Liste
| Foto |                 | Bezeichnung                                               | Standort                                                | Eintragung                       | Beschreibung                                         | Metadaten |
| ---- | --------------- | --------------------------------------------------------- | ------------------------------------------------------- | -------------------------------- | ---------------------------------------------------- | --- |
| ja   | Datei hochladen | Dreifaltigkeitskapelle ID: 14912                          | 46° 40′ 16″ N, 10° 33′ 17″ O                            | 27. Juli 1950 (MD)               | Kapelle                                              | KG: Glurns Bauparzelle: 27                                                                                   |
| ja   | Datei hochladen | Ehemaliger Gasthof Schwarzer Adler ID: 14943              | 46° 40′ 14″ N, 10° 33′ 16″ O                            | 30. Dez. 1988 (BLR-LAB 9007)     | Städtisches Wohnhaus                                 | KG: Glurns Bauparzelle: 90                                                                                   |
| ja   | Datei hochladen | Ehemaliges Gerichtshaus ID: 14953                         | 46° 40′ 14″ N, 10° 33′ 12″ O                            | 11. Okt. 1971 (MD)               | Wohnhaus, in dieses eingebaut mittelalterlicher Turm | KG: Glurns Bauparzelle: 107, 108/1, 108/2                                                                    |
| ja   | Datei hochladen | Florastraße 2 ID: 14952                                   | Florastraße 2 46° 40′ 13″ N, 10° 33′ 12″ O              | 30. Dez. 1988 (BLR-LAB 9007)     | Städtisches Wohnhaus                                 | KG: Glurns Bauparzelle: 106                                                                                  |
| ja   | Datei hochladen | Florastraße 8 ID: 14937                                   | Florastraße 8 46° 40′ 15″ N, 10° 33′ 14″ O              | 30. Dez. 1988 (BLR-LAB 9007)     | Städtisches Wohnhaus                                 | KG: Glurns Bauparzelle: 80                                                                                   |
| ja   | Datei hochladen | Florastraße 15 ID: 14902                                  | Florastraße 15 46° 40′ 15″ N, 10° 33′ 11″ O             | 30. Dez. 1988 (BLR-LAB 9007)     | Städtisches Wohnhaus                                 | KG: Glurns Bauparzelle: 6                                                                                    |
| ja   | Datei hochladen | Florastraße 22 ID: 14917                                  | Florastraße 22 46° 40′ 15″ N, 10° 33′ 17″ O             | 30. Dez. 1988 (BLR-LAB 9007)     | Städtisches Wohnhaus                                 | KG: Glurns Bauparzelle: 40/3                                                                                 |
| ja   | Datei hochladen | Florastraße 29 ID: 14915                                  | Florastraße 29 46° 40′ 16″ N, 10° 33′ 23″ O             | 30. Dez. 1988 (BLR-LAB 9007)     | Städtisches Wohnhaus                                 | KG: Glurns Bauparzelle: 37/2                                                                                 |
| ja   | Datei hochladen | Frauenkirche ID: 14899                                    | 46° 40′ 15″ N, 10° 33′ 13″ O                            | 30. Dez. 1988 (BLR-LAB 9007)     | Kirche                                               | KG: Glurns Bauparzelle: 1                                                                                    |
| ja   | Datei hochladen | Gasthaus Post ID: 14911                                   | Florastraße 15 46° 40′ 16″ N, 10° 33′ 16″ O             | 11. Okt. 1971 (MD)               | Gasthaus                                             | KG: Glurns Bauparzelle: 26/1, 26/2                                                                           |
| ja   | Datei hochladen | Gasthaus Weißes Kreuz ID: 50371                           | 46° 40′ 15″ N, 10° 33′ 11″ O                            | 5. Aug. 1971 (MD)                | Gasthaus                                             | KG: Glurns Bauparzelle: 7                                                                                    |
| ja   | Datei hochladen | Gasthof Grüner Baum ID: 14957                             | Stadtplatz 7 46° 40′ 14″ N, 10° 33′ 8″ O                | 30. Dez. 1988 (BLR-LAB 9007)     | Gasthaus                                             | KG: Glurns Bauparzelle: 115                                                                                  |
| ja   | Datei hochladen | Gasthof Krone ID: 14963                                   | Stadtplatz 46° 40′ 14″ N, 10° 33′ 9″ O                  | 11. Okt. 1971 (MD)               | Gasthaus                                             | KG: Glurns Bauparzelle: 130/1, 130/2                                                                         |
| ja   | Datei hochladen | Gasthof Steinbock ID: 14901                               | Florastraße 9 46° 40′ 15″ N, 10° 33′ 12″ O              | 30. Dez. 1988 (BLR-LAB 9007)     | Gasthaus                                             | KG: Glurns Bauparzelle: 5                                                                                    |
| ja   | Datei hochladen | Gerbergasse 1 ID: 14947                                   | Gerbergasse 1 46° 40′ 12″ N, 10° 33′ 15″ O              | 30. Dez. 1988 (BLR-LAB 9007)     | Städtisches Wohnhaus                                 | KG: Glurns Bauparzelle: 96, 96/1, 96/2                                                                       |
| ja   | Datei hochladen | Gloria Vallis ID: 14959                                   | 46° 40′ 13″ N, 10° 33′ 5″ O                             | 6. Feb. 1971 (MD)                | Schidmannsturm Burg/Schloss                          | KG: Glurns Bauparzelle: 120/1, 120/2                                                                         |
| ja   | Datei hochladen | Graf-Trapp-Gasse 10 ID: 14961                             | Graf-Trapp-Gasse 10 46° 40′ 15″ N, 10° 33′ 7″ O         | 5. Aug. 1971 (MD)                | Städtisches Wohnhaus                                 | KG: Glurns Bauparzelle: 127                                                                                  |
| ja   | Datei hochladen | Graf-Trapp-Gasse 20 ID: 14960                             | Graf-Trapp-Gasse 20 46° 40′ 15″ N, 10° 33′ 6″ O         | 5. Aug. 1971 (MD)                | Städtisches Wohnhaus                                 | KG: Glurns Bauparzelle: 125/1 Grundparzelle: 24, 25                                                          |
| ja   | Datei hochladen | Graf-Trapp-Gasse 16 ID: 14962                             | Graf-Trapp-Gasse 16 46° 40′ 14″ N, 10° 33′ 8″ O         | 30. Dez. 1988 (BLR-LAB 9007)     | Städtisches Wohnhaus                                 | KG: Glurns Bauparzelle: 129                                                                                  |
| ja   | Datei hochladen | Im Winkel 6 ID: 14913                                     | Im Winkel 6 46° 40′ 19″ N, 10° 33′ 17″ O                | 30. Dez. 1988 (BLR-LAB 9007)     | Städtisches Wohnhaus                                 | KG: Glurns Bauparzelle: 28                                                                                   |
| ja   | Datei hochladen | Kolbenturm ID: 14949                                      | 46° 40′ 13″ N, 10° 33′ 14″ O                            | 11. Okt. 1971 (MD)               | Städtisches Wohnhaus                                 | KG: Glurns Bauparzelle: 100/1                                                                                |
| ja   | Datei hochladen | Laubengasse 1 ID: 14938                                   | Laubengasse 1 46° 40′ 14″ N, 10° 33′ 14″ O              | 30. Dez. 1988 (BLR-LAB 9007)     | Städtisches Wohnhaus                                 | KG: Glurns Bauparzelle: 81/1, 81/2                                                                           |
| ja   | Datei hochladen | Laubengasse 3 ID: 14936                                   | Laubengasse 3 46° 40′ 14″ N, 10° 33′ 14″ O              | 30. Dez. 1988 (BLR-LAB 9007)     | Städtisches Wohnhaus                                 | KG: Glurns Bauparzelle: 78/1, 78/2, 78/3                                                                     |
| ja   | Datei hochladen | Laubengasse 4 ID: 14951                                   | Laubengasse 4 46° 40′ 13″ N, 10° 33′ 13″ O              | 30. Dez. 1988 (BLR-LAB 9007)     | Städtisches Wohnhaus                                 | KG: Glurns Bauparzelle: 104/1, 104/2                                                                         |
| ja   | Datei hochladen | Laubengasse 5 ID: 14935                                   | Laubengasse 5 46° 40′ 14″ N, 10° 33′ 15″ O              | 30. Dez. 1988 (BLR-LAB 9007)     | Städtisches Wohnhaus                                 | KG: Glurns Bauparzelle: 77                                                                                   |
| ja   | Datei hochladen | Laubengasse 7 ID: 14934                                   | Laubengasse 7 46° 40′ 14″ N, 10° 33′ 16″ O              | 30. Dez. 1988 (BLR-LAB 9007)     | Städtisches Wohnhaus                                 | KG: Glurns Bauparzelle: 76/1, 76/2, 76/3                                                                     |
| ja   | Datei hochladen | Laubengasse 8 ID: 14939                                   | Laubengasse 8 46° 40′ 14″ N, 10° 33′ 13″ O              | 30. Dez. 1988 (BLR-LAB 9007)     | Städtisches Wohnhaus                                 | KG: Glurns Bauparzelle: 83                                                                                   |
| ja   | Datei hochladen | Laubengasse 9 ID: 14933                                   | Laubengasse 9 46° 40′ 14″ N, 10° 33′ 16″ O              | 30. Dez. 1988 (BLR-LAB 9007)     | Städtisches Wohnhaus                                 | KG: Glurns Bauparzelle: 75                                                                                   |
| ja   | Datei hochladen | Laubengasse 10 ID: 14986                                  | Laubengasse 10 46° 40′ 14″ N, 10° 33′ 13″ O             | 11. Okt. 1971 (MD)               | Städtisches Wohnhaus                                 | KG: Glurns Bauparzelle: 84                                                                                   |
| ja   | Datei hochladen | Laubengasse 11 ID: 14932                                  | Laubengasse 11 46° 40′ 14″ N, 10° 33′ 17″ O             | 30. Dez. 1988 (BLR-LAB 9007)     | Städtisches Wohnhaus                                 | KG: Glurns Bauparzelle: 74                                                                                   |
| ja   | Datei hochladen | Laubengasse 12 ID: 14940                                  | Laubengasse 12 46° 40′ 14″ N, 10° 33′ 14″ O             | 30. Dez. 1988 (BLR-LAB 9007)     | Städtisches Wohnhaus                                 | KG: Glurns Bauparzelle: 85                                                                                   |
| ja   | Datei hochladen | Laubengasse 13 ID: 14918                                  | Laubengasse 13 46° 40′ 15″ N, 10° 33′ 17″ O             | 30. Dez. 1988 (BLR-LAB 9007)     | Städtisches Wohnhaus                                 | KG: Glurns Bauparzelle: 41                                                                                   |
| ja   | Datei hochladen | Laubengasse 14 A ID: 14987                                | Laubengasse 14 A 46° 40′ 14″ N, 10° 33′ 14″ O           | 11. Okt. 1971 (MD)               | Städtisches Wohnhaus                                 | KG: Glurns Bauparzelle: 86/1, 86/2                                                                           |
| ja   | Datei hochladen | Laubengasse 18 ID: 14941                                  | Laubengasse 18 46° 40′ 14″ N, 10° 33′ 15″ O             | 30. Dez. 1988 (BLR-LAB 9007)     | Städtisches Wohnhaus                                 | KG: Glurns Bauparzelle: 87/1                                                                                 |
| ja   | Datei hochladen | Laubengasse 19 ID: 14919                                  | Laubengasse 19 46° 40′ 14″ N, 10° 33′ 18″ O             | 30. Dez. 1988 (BLR-LAB 9007)     | Städtisches Wohnhaus                                 | KG: Glurns Bauparzelle: 44                                                                                   |
| ja   | Datei hochladen | Laubengasse 21 ID: 14920                                  | Laubengasse 21 46° 40′ 14″ N, 10° 33′ 19″ O             | 30. Dez. 1988 (BLR-LAB 9007)     | Städtisches Wohnhaus                                 | KG: Glurns Bauparzelle: 45/1                                                                                 |
| ja   | Datei hochladen | Laubengasse 22 ID: 14942                                  | Laubengasse 22 46° 40′ 14″ N, 10° 33′ 15″ O             | 30. Dez. 1988 (BLR-LAB 9007)     | Städtisches Wohnhaus                                 | KG: Glurns Bauparzelle: 88                                                                                   |
| ja   | Datei hochladen | Laubengasse 23 ID: 14921                                  | Laubengasse 23 46° 40′ 14″ N, 10° 33′ 19″ O             | 30. Dez. 1988 (BLR-LAB 9007)     | Städtisches Wohnhaus                                 | KG: Glurns Bauparzelle: 46                                                                                   |
| ja   | Datei hochladen | Laubengasse 25 ID: 14922                                  | Laubengasse 25 46° 40′ 14″ N, 10° 33′ 20″ O             | 30. Dez. 1988 (BLR-LAB 9007)     | Städtisches Wohnhaus                                 | KG: Glurns Bauparzelle: 47                                                                                   |
| ja   | Datei hochladen | Laubengasse 26 ID: 14944                                  | Laubengasse 26 46° 40′ 14″ N, 10° 33′ 16″ O             | 30. Dez. 1988 (BLR-LAB 9007)     | Städtisches Wohnhaus                                 | KG: Glurns Bauparzelle: 91                                                                                   |
| ja   | Datei hochladen | Laubengasse 30 ID: 14945                                  | Laubengasse 30 46° 40′ 14″ N, 10° 33′ 17″ O             | 30. Dez. 1988 (BLR-LAB 9007)     | Städtisches Wohnhaus                                 | KG: Glurns Bauparzelle: 92                                                                                   |
| ja   | Datei hochladen | Laubengasse 34 ID: 14931                                  | Laubengasse 34 46° 40′ 14″ N, 10° 33′ 19″ O             | 30. Dez. 1988 (BLR-LAB 9007)     | Städtisches Wohnhaus                                 | KG: Glurns Bauparzelle: 72                                                                                   |
| ja   | Datei hochladen | Laubengasse 36 ID: 14925                                  | Laubengasse 36 46° 40′ 14″ N, 10° 33′ 19″ O             | 30. Dez. 1988 (BLR-LAB 9007)     | Städtisches Wohnhaus                                 | KG: Glurns Bauparzelle: 54                                                                                   |
| ja   | Datei hochladen | Malser Straße 3 ID: 14967                                 | Malser Straße 3 46° 40′ 15″ N, 10° 33′ 10″ O            | 27. Dez. 2009 (RIP 36.11-730168) | Städtisches Wohnhaus                                 | KG: Glurns Bauparzelle: 135                                                                                  |
| ja   | Datei hochladen | Malser Straße 4 ID: 14903                                 | Malser Straße 4 46° 40′ 16″ N, 10° 33′ 11″ O            | 5. Aug. 1971 (MD)                | Städtisches Wohnhaus                                 | KG: Glurns Bauparzelle: 9                                                                                    |
| ja   | Datei hochladen | Malser Straße 5 ID: 14966                                 | Malser Straße 5 46° 40′ 16″ N, 10° 33′ 10″ O            | 27. Dez. 2009 (RIP 36.11-730168) | Städtisches Wohnhaus                                 | KG: Glurns Bauparzelle: 134/1                                                                                |
| ja   | Datei hochladen | Malser Straße 6 ID: 14904                                 | Malser Straße 6 46° 40′ 16″ N, 10° 33′ 11″ O            | 5. Aug. 1971 (MD)                | Städtisches Wohnhaus                                 | KG: Glurns Bauparzelle: 10                                                                                   |
| ja   | Datei hochladen | Malser Straße 7 ID: 14969                                 | Malser Straße 7 46° 40′ 16″ N, 10° 33′ 9″ O             | 5. Aug. 1971 (MD)                | Städtisches Wohnhaus                                 | KG: Glurns Bauparzelle: 137/1                                                                                |
| ja   | Datei hochladen | Malser Straße 8 ID: 14905                                 | Malser Straße 8 46° 40′ 16″ N, 10° 33′ 11″ O            | 30. Dez. 1988 (BLR-LAB 9007)     | Städtisches Wohnhaus                                 | KG: Glurns Bauparzelle: 11                                                                                   |
| ja   | Datei hochladen | Malser Straße 9 ID: 14968                                 | Malser Straße 9 46° 40′ 16″ N, 10° 33′ 10″ O            | 5. Aug. 1971 (MD)                | Städtisches Wohnhaus                                 | KG: Glurns Bauparzelle: 136                                                                                  |
| ja   | Datei hochladen | Malser Straße 10 ID: 14906                                | Malser Straße 10 46° 40′ 17″ N, 10° 33′ 11″ O           | 30. Dez. 1988 (BLR-LAB 9007)     | Städtisches Wohnhaus                                 | KG: Glurns Bauparzelle: 12                                                                                   |
| ja   | Datei hochladen | Malser Straße 11 ID: 14970                                | Malser Straße 11 46° 40′ 17″ N, 10° 33′ 10″ O           | 30. Dez. 1988 (BLR-LAB 9007)     | Städtisches Wohnhaus                                 | KG: Glurns Bauparzelle: 138                                                                                  |
| ja   | Datei hochladen | Malser Straße 12 ID: 14907                                | Malser Straße 12 46° 40′ 17″ N, 10° 33′ 11″ O           | 30. Dez. 1988 (BLR-LAB 9007)     | Städtisches Wohnhaus                                 | KG: Glurns Bauparzelle: 13                                                                                   |
| ja   | Datei hochladen | Malser Straße 13 ID: 14971                                | Malser Straße 13 46° 40′ 17″ N, 10° 33′ 10″ O           | 30. Dez. 1988 (BLR-LAB 9007)     | Städtisches Wohnhaus                                 | KG: Glurns Bauparzelle: 139                                                                                  |
| ja   | Datei hochladen | Malser Straße 15 ID: 14972                                | Malser Straße 15 46° 40′ 17″ N, 10° 33′ 11″ O           | 5. Aug. 1971 (MD)                | Städtisches Wohnhaus                                 | KG: Glurns Bauparzelle: 140, 423                                                                             |
| ja   | Datei hochladen | Malser Straße 16 ID: 14909                                | Malser Straße 16 46° 40′ 18″ N, 10° 33′ 13″ O           | 30. Dez. 1988 (BLR-LAB 9007)     |                                                      | KG: Glurns Bauparzelle: 15                                                                                   |
| ja   | Datei hochladen | Malsertorgasse ID: 50370                                  | 46° 40′ 15″ N, 10° 33′ 11″ O                            | 5. Aug. 1971 (MD)                | Stadel                                               | KG: Glurns Bauparzelle: 8                                                                                    |
| ja   | Datei hochladen | Pfarrkirche St. Pankraz mit Friedhof ID: 14979            | 46° 40′ 10″ N, 10° 33′ 8″ O                             | 30. Dez. 1988 (BLR-LAB 9007)     | Kirche                                               | KG: Glurns Bauparzelle: 170 Grundparzelle: 883, 884                                                          |
| ja   | Datei hochladen | Pfarrwidum ID: 14900                                      | 46° 40′ 16″ N, 10° 33′ 12″ O                            | 30. Dez. 1988 (BLR-LAB 9007)     | Widum/Kanonikerhaus                                  | KG: Glurns Bauparzelle: 2                                                                                    |
| ja   | Datei hochladen | Rathaus ID: 14916                                         | Rathausplatz 1 46° 40′ 16″ N, 10° 33′ 18″ O             | 30. Dez. 1988 (BLR-LAB 9007)     | Verwaltungsbau                                       | KG: Glurns Bauparzelle: 39/1, 39/2                                                                           |
| ja   | Datei hochladen | Schlandersberg ID: 14908                                  | Malser Straße 14 46° 40′ 17″ N, 10° 33′ 12″ O           | 30. Dez. 1988 (BLR-LAB 9007)     | Städtisches Wohnhaus Hössische Behausung             | KG: Glurns Bauparzelle: 14/1, 14/2                                                                           |
| ja   | Datei hochladen | Silbergasse 1 ID: 14977                                   | Silbergasse 1 46° 40′ 15″ N, 10° 33′ 9″ O               | 11. Okt. 1971 (MD)               | Städtisches Wohnhaus                                 | KG: Glurns Bauparzelle: 154                                                                                  |
| ja   | Datei hochladen | Silbergasse 4 ID: 18054                                   | Silbergasse 4 46° 40′ 17″ N, 10° 33′ 9″ O               | 5. Aug. 1971 (MD)                | Städtisches Wohnhaus                                 | KG: Glurns Bauparzelle: 137/2                                                                                |
| ja   | Datei hochladen | Silbergasse 7-9 ID: 14976                                 | Silbergasse 7-9 46° 40′ 16″ N, 10° 33′ 8″ O             | 30. Dez. 1988 (BLR-LAB 9007)     | Städtisches Wohnhaus                                 | KG: Glurns Bauparzelle: 151/1, 151/2                                                                         |
| ja   | Datei hochladen | Silbergasse 8 ID: 14974                                   | Silbergasse 8 46° 40′ 18″ N, 10° 33′ 9″ O               | 30. Dez. 1988 (BLR-LAB 9007)     | Städtisches Wohnhaus                                 | KG: Glurns Bauparzelle: 143                                                                                  |
| ja   | Datei hochladen | Silbergasse 29 ID: 14975                                  | Silbergasse 29 46° 40′ 18″ N, 10° 33′ 8″ O              | 30. Dez. 1988 (BLR-LAB 9007)     | Städtisches Wohnhaus                                 | KG: Glurns Bauparzelle: 144/1, 144/2, 144/3, 144/4                                                           |
| ja   | Datei hochladen | Spatzenturm mit Hofraum ID: 14958                         | 46° 40′ 14″ N, 10° 33′ 6″ O                             | 6. Feb. 1971 (MD)                | Städtisches Wohnhaus                                 | KG: Glurns Bauparzelle: 117, 119 Grundparzelle: 23                                                           |
| ja   | Datei hochladen | St. Jakob mit ehemaligem Friedhof beim Söleshof ID: 14984 | 46° 39′ 33″ N, 10° 33′ 28″ O                            | 30. Dez. 1988 (BLR-LAB 9007)     | Friedhof                                             | KG: Glurns Bauparzelle: 172 Grundparzelle: 1265, 1267/1, 1267/2                                              |
| ja   | Datei hochladen | St. Laurentius ID: 14983                                  | 46° 40′ 34″ N, 10° 33′ 16″ O                            | 30. Dez. 1988 (BLR-LAB 9007)     | Kirchenruine                                         | KG: Glurns Grundparzelle: 436/3                                                                              |
| ja   | Datei hochladen | St. Martin mit Umfriedung ID: 14980                       | 46° 39′ 41″ N, 10° 32′ 45″ O                            | 30. Dez. 1988 (BLR-LAB 9007)     | Kirche                                               | KG: Glurns Bauparzelle: 71/1, 171/2                                                                          |
| ja   | Datei hochladen | St.-Johannes-Nepomuk am Friedhof ID: 14978                | 46° 40′ 10″ N, 10° 33′ 9″ O                             | 30. Dez. 1988 (BLR-LAB 9007)     | Kapelle                                              | KG: Glurns Bauparzelle: 169                                                                                  |
| ja   | Datei hochladen | St.-Pankratius-Gasse 3 ID: 14950                          | St.-Pankratius-Gasse 3 46° 40′ 13″ N, 10° 33′ 13″ O     | 30. Dez. 1988 (BLR-LAB 9007)     | Städtisches Wohnhaus                                 | KG: Glurns Bauparzelle: 103                                                                                  |
| ja   | Datei hochladen | St.-Pankratius-Gasse 6 ID: 14948                          | St.-Pankratius-Gasse 6 46° 40′ 12″ N, 10° 33′ 14″ O     | 30. Dez. 1988 (BLR-LAB 9007)     | Städtisches Wohnhaus                                 | KG: Glurns Bauparzelle: 97                                                                                   |
| ja   | Datei hochladen | St.-Pankratius-Gasse 12 ID: 14929                         | St.-Pankratius-Gasse 12 46° 40′ 13″ N, 10° 33′ 18″ O    | 30. Dez. 1988 (BLR-LAB 9007)     | Städtisches Wohnhaus                                 | KG: Glurns Bauparzelle: 67/1                                                                                 |
| ja   | Datei hochladen | St.-Pankratius-Gasse 15-17 ID: 14946                      | St.-Pankratius-Gasse 15-17 46° 40′ 13″ N, 10° 33′ 17″ O | 30. Dez. 1988 (BLR-LAB 9007)     | Städtisches Wohnhaus                                 | KG: Glurns Bauparzelle: 94                                                                                   |
| ja   | Datei hochladen | St.-Pankratius-Gasse 18 ID: 14928                         | St.-Pankratius-Gasse 18 46° 40′ 12″ N, 10° 33′ 19″ O    | 30. Dez. 1988 (BLR-LAB 9007)     | Städtisches Wohnhaus                                 | KG: Glurns Bauparzelle: 66                                                                                   |
| ja   | Datei hochladen | St.-Pankratius-Gasse 20 ID: 14927                         | St.-Pankratius-Gasse 20 46° 40′ 12″ N, 10° 33′ 21″ O    | 30. Dez. 1988 (BLR-LAB 9007)     | Städtisches Wohnhaus                                 | KG: Glurns Bauparzelle: 59                                                                                   |
| ja   | Datei hochladen | St.-Pankratius-Gasse 29 ID: 14926                         | St.-Pankratius-Gasse 29 46° 40′ 14″ N, 10° 33′ 20″ O    | 30. Dez. 1988 (BLR-LAB 9007)     | Städtisches Wohnhaus                                 | KG: Glurns Bauparzelle: 57/1, 57/2 Grundparzelle: 21/1, 21/2                                                 |
| ja   | Datei hochladen | St.-Pankratius-Gasse 31 ID: 14923                         | St.-Pankratius-Gasse 31 46° 40′ 14″ N, 10° 33′ 21″ O    | 30. Dez. 1988 (BLR-LAB 9007)     | Städtisches Wohnhaus                                 | KG: Glurns Bauparzelle: 48/2                                                                                 |
| ja   | Datei hochladen | St.-Pankratius-Gasse 33 ID: 14924                         | St.-Pankratius-Gasse 33 46° 40′ 15″ N, 10° 33′ 22″ O    | 30. Dez. 1988 (BLR-LAB 9007)     | Städtisches Wohnhaus                                 | KG: Glurns Bauparzelle: 49/1                                                                                 |
| ja   | Datei hochladen | Stadtmauer, Stadttore und Rondelle ID: 14982              | 46° 40′ 18″ N, 10° 33′ 11″ O                            | 30. Dez. 1988 (BLR-LAB 9007)     | Befestigungsanlagen                                  | KG: Glurns Bauparzelle: 111, 113, 118, 122, 123, 142, 148, 149, 16, 29, 30, 31, 32, 33, 63, 64, 65, 98, 99/1 |
| ja   | Datei hochladen | Stadtmühle ID: 14930                                      | St.-Pankratius-Gasse 8 46° 40′ 13″ N, 10° 33′ 16″ O     | 27. Dez. 2009 (RIP 36.11-730168) | Mühle                                                | KG: Glurns Bauparzelle: 182, 69/1, 69/2, 70 Grundparzelle: 22                                                |
| ja   | Datei hochladen | Stadtplatz 1 ID: 14954                                    | Stadtplatz 1 46° 40′ 13″ N, 10° 33′ 10″ O               | 30. Dez. 1988 (BLR-LAB 9007)     | Städtisches Wohnhaus                                 | KG: Glurns Bauparzelle: 109                                                                                  |
| ja   | Datei hochladen | Stadtplatz 3 ID: 14955                                    | Stadtplatz 3 46° 40′ 13″ N, 10° 33′ 9″ O                | 30. Dez. 1988 (BLR-LAB 9007)     | Städtisches Wohnhaus                                 | KG: Glurns Bauparzelle: 112                                                                                  |
| ja   | Datei hochladen | Stadtplatz 5 ID: 14956                                    | Stadtplatz 5 46° 40′ 13″ N, 10° 33′ 9″ O                | 30. Dez. 1988 (BLR-LAB 9007)     |                                                      | KG: Glurns Bauparzelle: 114                                                                                  |
| ja   | Datei hochladen | Stadtplatz 11 ID: 14964                                   | Stadtplatz 11 46° 40′ 15″ N, 10° 33′ 9″ O               | 27. Juli 1950 (MD)               | Städtisches Wohnhaus                                 | KG: Glurns Bauparzelle: 131                                                                                  |
| ja   | Datei hochladen | Stadtplatz 13 ID: 14965                                   | Stadtplatz 13 46° 40′ 15″ N, 10° 33′ 10″ O              | 27. Juli 1950 (MD)               | Städtisches Wohnhaus                                 | KG: Glurns Bauparzelle: 132                                                                                  |
| ja   | Datei hochladen | Torwärterhaus beim Schludernser Tor ID: 14914             | 46° 40′ 16″ N, 10° 33′ 23″ O                            | 30. Dez. 1988 (BLR-LAB 9007)     | Befestigungsanlagen                                  | KG: Glurns Bauparzelle: 36                                                                                   |
| ja   | Datei hochladen | Torwärterhaus, Malser Straße 26 ID: 14973                 | Malser Straße 26 46° 40′ 18″ N, 10° 33′ 11″ O           | 14. März 2011 (BLR-LAB 380)      | Befestigungsanlagen                                  | KG: Glurns Bauparzelle: 141                                                                                  |
| ja   | Datei hochladen | Widumplatz 13 ID: 14910                                   | Widumplatz 13 46° 40′ 16″ N, 10° 33′ 13″ O              | 30. Dez. 1988 (BLR-LAB 9007)     | Städtisches Wohnhaus                                 | KG: Glurns Bauparzelle: 23                                                                                   |

Falls bei einem Baudenkmal keine Koordinaten bekannt sind, werden ersatzweise die Katasterdaten zum Zeitpunkt der Unterschutzstellung angegeben. Diese sind weder offiziell noch zwingend aktuell.
Die vom Landesdenkmalamt übernommenen Adressen können veraltet sein.
| Foto:   | Fotografie des Denkmals. Klicken des Fotos erzeugt eine vergrößerte Ansicht. Daneben finden sich zwei Symbole: |
| ID      | Identifikator beim Südtiroler Landesdenkmalamt                                                                 |
| KG      | Katastralgemeinde                                                                                              |
| MD      | Ministerialdekret                                                                                              |
| BLR-LAB | Beschluss der Landesregierung – Landesausschussbeschluss                                                       |

Abtei |
Ahrntal |
Aldein |
Algund |
Altrei |
Andrian |
Auer |
Barbian |
Bozen |
Branzoll |
Brenner |
Brixen |
Bruneck |
Burgstall |
Corvara |
Deutschnofen |
Enneberg |
Eppan |
Feldthurns |
Franzensfeste |
Freienfeld |
Gais |
Gargazon |
Glurns |
Graun im Vinschgau |
Gsies |
Hafling |
Innichen |
Jenesien |
Kaltern |
Karneid |
Kastelbell-Tschars |
Kastelruth |
Kiens |
Klausen |
Kuens |
Kurtatsch |
Kurtinig |
Laas |
Lajen |
Lana |
Latsch |
Laurein |
Leifers |
Lüsen |
Mals |
Margreid |
Marling |
Martell |
Meran |
Mölten |
Montan |
Moos in Passeier |
Mühlbach |
Mühlwald |
Nals |
Naturns |
Natz-Schabs |
Neumarkt |
Niederdorf |
Olang |
Partschins |
Percha |
Pfalzen |
Pfatten |
Pfitsch |
Plaus |
Prad |
Prags |
Prettau |
Proveis |
Rasen-Antholz |
Ratschings |
Riffian |
Ritten |
Rodeneck |
Salurn |
Sand in Taufers |
Sarntal |
Schenna |
Schlanders |
Schluderns |
Schnals |
Sexten |
St. Christina in Gröden |
St. Leonhard in Passeier |
St. Lorenzen |
St. Martin in Passeier |
St. Martin in Thurn |
St. Pankraz |
St. Ulrich in Gröden |
Sterzing |
Stilfs |
Taufers im Münstertal |
Terenten |
Terlan |
Tiers |
Tirol |
Tisens |
Toblach |
Tramin |
Truden |
Tscherms |
Ulten |
Unsere Liebe Frau im Walde-St. Felix |
Vahrn |
Villanders |
Villnöß |
Vintl |
Völs am Schlern |
Vöran |
Waidbruck |
Welsberg-Taisten |
Welschnofen |
Wengen |
Wolkenstein in Gröden